# هي يانغ
هي يانغ (بالصينية: 何杨) (23 فبراير 1983 بتيانجين في الصين - ) هو لاعب كرة قدم صيني في مركز الدفاع. شارك مع منتخب الصين لكرة القدم. أما مع النوادي، فقد لعب مع كينغداو جونون ونادي تيانجين تيدا.

## وصلات خارجية
- هي يانغ على موقع قاعدة بيانات كرة القدم.إي يو (الإنجليزية)
- هي يانغ على موقع ناشيونال فوتبول تيمز (الإنجليزية)
- هي يانغ على موقع Soccerway.com (الإنجليزية)